# Lista odcinków serialu Graceland
Poniżej znajduje się lista odcinków serialu telewizyjnego  Graceland – który był emitowany przez amerykańską stację telewizyjną  USA Network od 6 czerwca 2013 roku do 17 września 2015 roku. Łącznie powstały 3 serie, liczące 38 odcinków. W Polsce serial jest emitowany od 1 grudnia 2014 roku przez TVN7
| Sezon | Sezon | Odcinki | Oryginalna emisja | Oryginalna emisja | Oryginalna emisja | Oryginalna emisja | Oryginalna emisja |
| Sezon | Sezon | Odcinki | Premiera sezonu   | Finał sezonu      | Premiera sezonu   | Finał sezonu      |                   |
| ----- | ----- | ------- | ----------------- | ----------------- | ----------------- | ----------------- | ----------------- |
|       | 1     | 12      | 6 czerwca 2013    | 12 września 2013  | 1 grudnia 2014    | 16 lutego 2015    |                   |
|       | 2     | 13      | 11 czerwca 2014   | 10 września 2014  | brak danych       | brak danych       |                   |
|       | 3     | 13      | 25 czerwca 2015   | 17 września 2015  | brak danych       | brak danych       |                   |

## Sezon 1 (2013)
| Nr | #  | Tytuł           | Reżyseria          | Scenariusz                        | Premiera USA Network | Premiera TVN7    |
| -- | -- | --------------- | ------------------ | --------------------------------- | -------------------- | ---------------- |
| 1  | 1  | Graceland       | Russell Lee Fine   | Jeff Eastin                       | 6 czerwca 2013       | 1 grudnia 2014   |
| 2  | 2  | Guadalajara Dog | Russell Lee Fine   | Jeff Eastin                       | 13 czerwca 2013      | 8 grudnia 2014   |
| 3  | 3  | Heat Run        | Renny Harlin       | Stephen Godchaux                  | 20 czerwca 2013      | 15 grudnia 2014  |
| 4  | 4  | Pizza Box       | Sanford Bookstaver | Daniel Shattuck, Kiera Morrisette | 27 czerwca 2013      | 22 grudnia 2014  |
| 5  | 5  | O-Mouth         | Renny Harlin       | Matthew Negrete                   | 11 lipca 2013        | 29 grudnia 2014  |
| 6  | 6  | Hair of the Dog | David Straiton     | Andrew Colville                   | 18 lipca 2013        | 5 stycznia 2015  |
| 7  | 7  | Goodbye High    | Russell Lee Fine   | Joe Henderson                     | 25 lipca 2013        | 12 stycznia 2015 |
| 8  | 8  | Bag Man         | Renny Harlin       | Ryan Scott                        | 8 sierpnia 2013      | 19 stycznia 2015 |
| 9  | 9  | Smoke Alarm     | Paul Holahan       | Aaron Fullerton                   | 15 sierpnia 2013     | 26 stycznia 2015 |
| 10 | 10 | King's Castle   | Charlotte Sieling  | Daniel Shattuck                   | 22 sierpnia 2013     | 2 lutego 2015    |
| 11 | 11 | Happy Endings   | Sanford Bookstaver | Joe Henderson, Andrew Colville    | 5 września 2013      | 9 lutego 2015    |
| 12 | 12 | Pawn            | Russell Lee Fine   | Jeff Eastin                       | 12 września 2013     | 16 lutego 2015   |

## Sezon 2 (2014)
| Nr | #  | Tytuł               | Reżyseria          | Scenariusz                      | Premiera USA Network |
| -- | -- | ------------------- | ------------------ | ------------------------------- | -------------------- |
| 13 | 1  | The Line            | Russell Lee Fine   | Jeff Eastin                     | 11 czerwca 2014      |
| 14 | 2  | Connects            | Stephen Surjik     | David Simkins                   | 18 czerwca 2014      |
| 15 | 3  | Tinker Bell         | Daniel Shattuck    | Sheree Folkson                  | 25 czerwca 2014      |
| 16 | 4  | Magic Numbers       | Marc Roskin        | Aaron Fullerton                 | 9 lipca 2014         |
| 17 | 5  | H-A-Double-P-Y      | Sanford Bookstaver | Ryan Scott                      | 16 lipca 2014        |
| 18 | 6  | The Unlucky One     | David Barrett      | William Rotko                   | 23 lipca 2014        |
| 19 | 7  | Los Malos           | Sanford Bookstaver | Carla Ching                     | 30 lipca 2014        |
| 20 | 8  | The Ends            | Alrick Riley       | David Simkins                   | 6 sierpnia 2014      |
| 21 | 9  | Gratis              | Larry Teng         | Daniel Shattuck                 | 13 sierpnia 2014     |
| 22 | 10 | The Head of the Pig | Larysa Kondracki   | Aaron Fullerton & Mike Goldberg | 20 sierpnia 2014     |
| 23 | 11 | Home                | Duane Clark        | Ryan Scott & Chris Masi         | 27 sierpnia 2014     |
| 24 | 12 | Echoes              | Russell Lee Fine   | Daniel Shattuck & William Rotko | 3 września 2014      |
| 25 | 13 | Faith 7             | Russell Lee Fine   | Daniel Shattuck                 | 10 września 2014     |

## Sezon 3 (2015)
| Nr | #  | Tytuł               | Reżyseria        | Scenariusz                        | Premiera USA Network | Premiera TVN7 |
| -- | -- | ------------------- | ---------------- | --------------------------------- | -------------------- | ------------- |
| 26 | 1  | B-Positive          | Larry Teng       | Jeff Eastin                       | 25 czerwca 2015      |               |
| 27 | 2  | Chester Cheeto      | Larry Teng       | Daniel Shattuck, Jessica Brickman | 2 lipca 2015         |               |
| 28 | 3  | Sense Memory        | Duane Clark      |                                   | 9 lipca 2015         |               |
| 29 | 4  | Aha                 | Doug Hannah      | Jason Ganzel                      | 16 lipca 2015        |               |
| 30 | 5  | Piñon Tree          | Duane Clark      | Chris Masi                        | 23 lipca 2015        |               |
| 31 | 6  | Sidewinder          | Scott Peters     | Andy Black                        | 30 lipca 2015        |               |
| 32 | 7  | Bon Voyage          | Maja Vrvilo      | Matt Macleod                      | 6 sierpnia 2015      |               |
| 33 | 8  | Savior Complex      | Timothy Busfield | Jessica Brickman                  | 13 sierpnia 2015     |               |
| 34 | 9  | Hand of Glory       | Stephen Surjik   | A.J. Marechal, Eddie Serrano      | 20 sierpnia 2015     |               |
| 35 | 10 | Master of Weak Ties | Lucy Liu         | Jason Ganzel, Matt MacLeod        | 27 sierpnia 2015     |               |
| 36 | 11 | The Wires           | Mary Harron      | Daniel Shattuck, Samantha Rifkin  | 3 września 2015      |               |
| 37 | 12 | Dog Catches Car     | Larry Teng       | Daniel Shattuck                   | 10 września 2015     |               |
| 38 | 13 | No Old Tigers       | Larry Teng       | Jeff Eastin, Daniel Shattuck      | 17 września 2015     |               |